# Clupeide
Clupeidele (Clupeidae) este o familie de pești teleosteeni marini, unii anadromi, cu corpul alungit, comprimat lateral, acoperit cu solzi cicloizi și coada bifurcată, răspândiți în toate mările și oceanele, de o mare importanță economică în pescuitul comercial.
Clupeidele sunt reprezentate în apele românești prin 7 specii:
1. Alosa immaculata (Bennett, 1835),  scrumbie de Dunăre
2. Alosa maeotica (Grimm, 1901),  scrumbie de mare
3. Alosa tanaica (Grimm, 1901),  rizeafcă
4. Sardina pilchardus (Walbaum, 1792), sardea
5. Sardinella aurita (Valenciennes, 1847), sardeluță
6. Sprattus sprattus (Linnaeus, 1758), șprot
7. Clupeonella cultriventris (Nordmann, 1840), gingirică

În Republica Moldova se găsesc 3 specii:
1. Clupeonella cultriventris (Nordmann, 1840), gingirică, în Nistru
2. Alosa tanaica (Grimm, 1901),  rizeafcă,  în Nistru și Prut
3. Alosa immaculata (Bennett, 1835),  scrumbie de Dunăre,  în Nistru

## Genuri
| - Alosa - Amblygaster - Anodontostoma - Brevoortia - Chirocentrodon - Clupanodon - Clupea - Clupeichthys - Clupeoides - Clupeonella - Congothrissa - Corica - Dayella - Dorosoma - Ehirava - Escualosa - Ethmalosa - Ethmidium - Gilchristella - Gonialosa - Gudusia |  | - Harengula - Herklotsichthys - Hilsa - Hyperlophus - Ilisha - Jenkinsia - Knightia (preistoric) - Konosirus - Laeviscutella - Limnothrissa - Lile - Microthrissa - Minyclupeoides - Nannothrissa - Nematalosa - Neoopisthopterus - Odaxothrissa - Odontognathus - Opisthonema - Opisthopterus - Pellonula |  | - Platanichthys - Pliosteostoma - Poecilothrissa - Potamalosa - Potamothrissa - Raconda - Ramnogaster - Rhinosardinia - Sardina - Sardinella - Sardinops - Sauvagella - Sierrathrissa - Spratelloides - Spratellomorpha - Sprattus - Stolothrissa - ?Sundasalanx - Tenualosa - Thrattidion |  |